# Sams Corner
Sams Corner – jednostka osadnicza w Stanach Zjednoczonych, w stanie Oklahoma, w hrabstwie Mayes.